# أنا معكن (ألبوم)
أنا معكن هو أحد ألبومات المطربة نجوى كرم وصدر في عام 1993 وقد احتوى الألبوم على سبع أغاني.

## الأغاني
1. أنا معكن
2. دمعة
3. لو سألوني
4. مرقوا
5. مدللين
6. نجمة الصبح
7. يا عشير الروح